# 佩奇車站
佩奇車站（匈牙利語：Pécs vasútállomás）是匈牙利巴蘭尼亞州首府佩奇的主要鐵路車站。車站建於1898年，由奧匈帝國建築師費倫茨·普法夫設計，是當地重要的公共交通樞紐。